# Besnik Kaimi
Besnik Kaimi (Tirana, 1952. augusztus 30. –) albán nemzetközi labdarúgó-játékvezető.

## Pályafutása

### Nemzeti játékvezetés
Pályafutása során hazája legfelső szintű labdarúgó-bajnokságának játékvezetője lett. Az aktív nemzeti játékvezetéstől 2011-ben vonult vissza.

### Nemzetközi játékvezetés
Az Albán labdarúgó-szövetség Játékvezető Bizottsága (JB) terjesztette fel nemzetközi játékvezetőnek, a Nemzetközi Labdarúgó-szövetség (FIFA) 1989-től tartotta nyilván bírói keretében. Több nemzetek közötti válogatott és klubmérkőzést vezetett. Az albán nemzetközi játékvezetők rangsorában, a világbajnokság-Európa-bajnokság sorrendjében többedmagával a 3. helyet foglalja el 1 találkozó szolgálatával. Az aktív nemzetközi játékvezetéstől 1992-ben búcsúzott.

#### Európa-bajnokság
Az európai-labdarúgó torna döntőjéhez vezető úton Svédországba a IX., az 1992-es labdarúgó-Európa-bajnokságra az UEFA JB játékvezetőként foglalkoztatta.
| Időpont        | Helyszín                     | Mérkőzés típusa           | Mérkőzés          | Eredmény | Nézők száma |
| -------------- | ---------------------------- | ------------------------- | ----------------- | -------- | ----------- |
| 1991. május 1. | Olimpiai Stadion, Serravalle | előselejtező (2. csoport) | San Marino–Skócia | 0 : 2    | 3 512       |